# ビブリア古書堂の事件手帖
『ビブリア古書堂の事件手帖』（ビブリアこしょどうのじけんてちょう）は、三上延による日本のライトミステリ小説。イラストは越島はぐが担当している。メディアワークス文庫（アスキー・メディアワークス→KADOKAWA）より2011年3月から刊行されている。

## 概要
古書に関して並外れた知識を持つが、極度の人見知りである美貌の古本屋店主・栞子（しおりこ）が、客が持ち込む古書にまつわる謎を解いていく日常の謎系のビブリオミステリ。作中で扱われる古書は実在するもので、それら書籍の売上が伸びたり絶版本が復刊されるなどの影響を与えた。
メディアワークス文庫で初のミリオンセラー作品であり、2020年6月時点でシリーズ累計発行部数は700万部を突破している。2012年には、本屋大賞にノミネートされた。2016年には、小中学生向けに漢字にルビが振られた角川つばさ文庫版が刊行された。
メディアミックスとして2種類の漫画化作品と、テレビドラマが制作されている。2017年2月には、実写およびアニメでの映画化が発表された。

## 物語の舞台

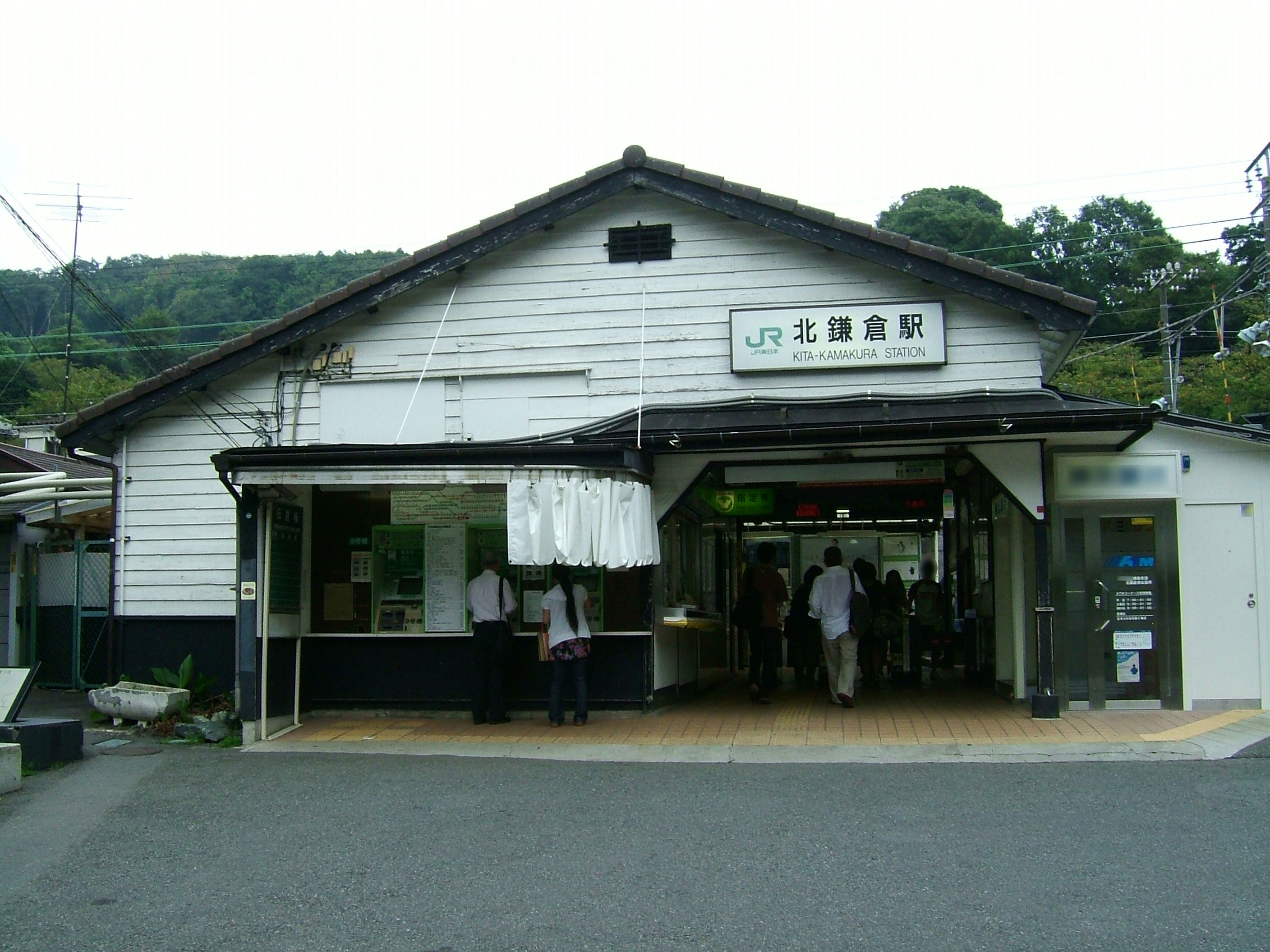
JR北鎌倉駅（本作の舞台近辺）

物語開始時は2010年8月。神奈川県鎌倉市北鎌倉を舞台としている。地名は実在のものを用いているが、ビブリア古書堂の店舗や登場人物はフィクションである（作者後書きより）。
4巻は2011年4月を描いており、現実と同じく東日本大震災が起きたことになっている。
ビブリア古書堂
北鎌倉駅のホーム隣の路地の向かいで営業している古本屋。古い木造の建屋で、何十年も前から営業している老舗。人文科学系の専門書を主に扱うが、マンガや文庫本の棚もある。ネット上にある古本の検索サイトに参加しており、売り上げの多くはネット通販でまかなわれているらしい。店のカウンターの奥は店主が住んでいる母屋へ通じている。
栞子の祖父、聖司が敬虔なクリスチャンで、このため、ラテン語で聖書を意味する『ビブリア』を店の屋号にしたという。

## あらすじ

### 1巻
プロローグ
五浦大輔は、高校生のとき北鎌倉駅近くの「ビブリア古書堂」で働く若い女性を見て気を引かれる。
第一話 夏目漱石『漱石全集・新書版』（岩波書店）
五浦大輔は、幼い頃、祖母の本棚をいじりひどく叱られたことにより長時間の読書が出来ない体質になる。大学を卒業するものの、就職できずに母親と暮らしている。大輔は、祖母の遺品『漱石全集』の1冊に記された夏目漱石のサインについて確認するため、入院中のビブリア古書堂の店主・篠川栞子を訪問する。栞子は、本については異常といえるほど博識である。栞子の説明の中で大輔は祖母と田中嘉雄の重大な秘密に気付く。長期入院中の栞子は、ビブリア古書堂で働かないかと持ちかけ、大輔は快諾する。
第二話 小山清『落穂拾ひ・聖アンデルセン』（新潮文庫）
大輔は、常連客であるせどり屋の志田から女子高校生に盗まれた文庫本『落穂拾ひ』の回収を依頼される。栞子の助言で大輔は高校生とすれちがった笠井菊哉と事件に関わりのありそうな男子高校生の話を聞き、小菅奈緒にたどりつく。栞子は事件の顛末の推理を説明する。奈緒は志田に謝罪し、本好き同士で打ち解ける。
第三話　ヴィノグラードフ・クジミン『論理学入門』（青木文庫）
坂口昌司が来店し文庫本の買い取りを求める。しかし、坂口の妻・しのぶから買い取りを止めてほしいという電話がある。坂口は2つの秘密を抱えており、栞子の指摘でそれが明らかになっても、しのぶの愛は揺らぐことがなく、昌司は思い出の本の売却を中止する。
第四話 太宰治『晩年』（砂子屋書房）
栞子が所持する太宰治の『晩年』の初版本は、署名入りのアンカット本で極めて貴重なものである。この本をイベントに貸し出したことから、栞子は大庭と名乗る男から本を譲るようしつこく迫られ、石段から突き落とされ大けがを負う。栞子は『晩年』のレプリカをおとりに病院に大庭をおびき出し目の前で燃やしてしまう。逮捕された大庭の本名は田中敏雄だと判明し事件は解決するが、大輔は栞子から信頼されていないことを知り退職を申し出る。
エピローグ
退院した栞子は、大輔に一番大事にしている古書を預かってくれと差し出す。大輔は、本が読めないのでと断り、落胆する栞子に『晩年』の内容を話す約束を果たして下さいと告げる。

### 2巻
プロローグ 坂口三千代『クラクラ日記』（文藝春秋）
栞子から5冊の坂口三千代『クラクラ日記』を店の均一台に出すよう言われ、大輔はなぜ同じ本を5冊も持っているのか疑問に思う。
第一話 アントニイ・バージェス『時計じかけのオレンジ』（ハヤカワNV文庫）
大輔が店番をしているときに、桃源社刊・国枝史郎『完本・蔦葛木曽桟』を探しているというファックスが届き、その後の電話対応がまずく切られてしまう。小菅奈緒が店を訪れ、妹の結衣が書いた『時計じかけのオレンジ』の感想文の内容について学校で注意されたという。栞子は感想文を読み、結衣が本当の意味で本を読んでいないと指摘し、その理由を説明する。
第二話 福田定一『名言随筆 サラリーマン』（六月社）
大輔は、高校時代に交際していた晶穂と再会し、亡父の蔵書をビブリア古書堂で買い取ることになる。晶穂の異母姉の光代から「何十万円もの売り値がつく本が1冊ある」と教えられるが、査定では見付からない。栞子は、故人が『完本・蔦葛木曽桟』について問い合わせたと推理し、さらに司馬遼太郎に特別な思い入れがあることから、福田定一のサイン本を見つけ出し、お守りとして娘に遺そうとしたと指摘する。大輔は、栞子そっくりの女性が描かれた絵を見つけ、その女性が母親の篠川智恵子であり10年前に失踪したことを知る。
第三話 足塚不二雄『UTOPIA 最後の世界大戦」（鶴書房）
ダンボール箱を抱えた男性が来店し、栞子に足塚不二雄（藤子不二雄の初期のペンネーム）の『UTOPIA 最後の世界大戦』は幾らになるかたずね、栞子の回答に満足し、査定を依頼する。男性は住所を途中まで書くと理由をつけて店から出て行き、戻って来ない。栞子たちは推理により須崎の家を突き止める。須崎の亡父は藤子不二雄のコレクターであり、『最後の世界大戦』は智恵子から買ったものだという。栞子は智恵子がかって不完全な情報から須崎家を突き止めた方法を説明し、須崎は藤子不二雄の残りのコレクションの買取りを依頼する。栞子は、大輔に母は『クラクラ日記』を残し失踪した、自分は結婚するつもりはないと打ち明ける。
エピローグ 坂口三千代『クラクラ日記』（文芸春秋社）
栞子の私物の本を均一台に出すよう言われた大輔は、その中に新たに購入した3冊の『クラクラ日記』がある理由を言い当てる。

### 3巻
プロローグ 『王さまのみみはロバのみみ』（ポプラ社）
文香は、自分は口が軽いことを自覚しており、ストレスを溜めないため口にできないことを内緒でパソコンに日記形式で記している。
第一話 ロバート・F・ヤング『たんぽぽ娘』（集英社文庫）
栞子たちは古本業者による交換会に出向き、「滝野ブックス」の滝野が出品していた絶版文庫に入札するが、僅差で「ヒトリ書房」の井上に落札されてしまう。翌日、絶版文庫から『たんぽぽ娘』がなくなっていることが分かり、来店した井上は、栞子の私物の『たんぽぽ娘』を盗んだものだと決めつけ、事件が解決するまで預かると本を持ち去る。栞子は、滝野に交換会での出来事を説明し、盗まれた本を取り戻す。大輔は、井上に宛てた智恵子からのクリスマスカードに自分のことまでが書かれていることを知り驚く。
第二話 『タヌキとワニと犬が出てくる、絵本みたいなの』
坂口しのぶから子どもの頃に読んだ、題名も著者も出版社も分からないがタヌキとワニと犬が出てくる西洋を舞台にした絵本のようなものを探して欲しいと依頼される。しのぶは昌司の件で不仲となっている両親と和解したいと考えている。その本は栞子にも見当がつかず、しのぶの実家の川端家を訪問する。二人がしのぶの部屋を探す間、しのぶと母親の間には冷たい空気が流れる。ひょんなことから本が特定されると、しのぶは父親に少女時代の気持ちを話し、栞子はしのぶがなぜこの時に子どもの頃の本を求めたかを説明する。
第三話 宮澤賢治『春と修羅』（關根書店）
栞子は、智恵子と同級生だった玉岡聡子から、亡父が所有していた宮沢賢治『春と修羅』の初版本2冊のうち後から入手した状態の悪い本が盗まれので取り返してほしいと依頼される。聡子は、遺言通りに蔵書を父親の母校に寄贈しようしたが、兄夫婦が売却を要求したことから口論となり、2人が去った後に本が無くなっていた。栞子は、兄夫婦とその息子に会って話し、穏便に本を取り戻す。栞子は、状態の悪い方が貴重である理由と聡子が思い至らなかった故人の希望を説明し、和解を勧める。
エピローグ 『王さまのみみはロバのみみ』（ポプラ社）
文香はパソコン作業の秘密がバレるかもしれないと思い、今までの日記風ではなく母親に宛てた手紙の体裁で書き送信する。

### 4巻
プロローグ
大輔が店番をしているとき智恵子から電話が入る。智恵子は北鎌倉駅のホームにおり、娘たちによろしくと言い残して姿を消す。
第一章 江戸川乱歩『孤島の鬼』
田辺邦代が来店し、江戸川乱歩の古書に詳しい人に依頼したいという。邦代の口から智恵子の名前が出たことから、栞子たちは依頼主である邦代の姉の来城慶子のもとへ赴く。慶子は、声帯を失い、車椅子で生活しており、邦代は姉の面倒をみている。慶子は、資産家の鹿山明の世話になっており、明の死後に蔵書と家を相続している。蔵書は、江戸川乱歩の生前に出版された一般向けの著書が雑誌のバックナンバーも含めて全て揃っており、大変な価値がある。栞子は姉妹の試験をパスし、特殊な金庫の暗証番号と鍵の捜索を依頼される。
第二章 江戸川乱歩『少年探偵団』
鹿山明は、総合専門学校の経営者として成功し、息子の義彦は学長を務めており、娘の直美は家を出て「ヒトリ書房」で働いている。義彦は、父は厳格な教育者であったが、少年探偵団のシリーズだけは買ってくれたこと、妹の直美と幼馴染の3人で少年探偵団ごっこをして遊んでいたことを話す。直美は、家庭では厳格な父が愛人を囲っていたことを嫌悪している。義彦の『少年探偵団・江戸川乱歩全集』はポプラ社版であるが、栞子たちは、書斎の秘密の隠し場所に保管された光文社版の少年向けシリーズを見つけ出す。栞子は、父親が直美を同好の志として見守り気遣っていたことを指摘する。その後、鍵も見つかり、慶子の家に向かうと、そこには智恵子がいる。
第三章 江戸川乱歩『押絵と旅する男』
智恵子は、栞子にあの金庫には『押絵と旅する男』の第一稿が入っているという自分の推理を話し、蔵書の共同買い取りを申し出るが、栞子が断る。栞子たちは鹿山邸を訪問し、暗号解読に必要なトリックが仕込まれたガジェットを手に入れ、解読に成功する。金庫は開けられ、形見の品を持って慶子は旅に出る。智恵子は慶子が二人をだました可能性を指摘し、一緒に追いかけることを提案するが、栞子は大輔とのデートを優先し、そのデートで大輔は栞子に想いを告白する。
エピローグ
栞子の留守に大輔は志田を問い詰め、智恵子がとてつもなく入手困難な古書を探すため篠川家から出奔したことを知る。

### 5巻
第一話 『彷書月刊』（弘隆社・彷徨舎）
雑誌『彷書月刊』をまとめて古書店に売り、1-2週間後にすべて買い取るという行為を繰り返している女性がいる。ビブリア古書店にも宮内多実子と名乗る女性が来店し、『彷書月刊』の買取を求め、その本を常連客の志田が買う。宮内が再訪し購入者を教えてくれと懇願する。栞子は、橋の下で暮らす志田を訪ね、宮内多実子の名前を口にする。
第二話 手塚治虫『ブラック・ジャック』（秋田書店）
真壁菜名子の父親が大事にしている『ブラック・ジャック』のうち3冊が無くなったので相談に乗って欲しいと依頼される。『ブラック・ジャック』の単行本は種類により内容が微妙に違っており、作者の手塚自身が単行本に収録しないと決めていた『植物人間』は初期の単行本の4巻に収録されており、高値で取引されている。栞子は、新書版蔵書が重複していることを確認し、無くなった3冊を回収し、菜名子の弟の慎也に重複している半分は亡くなった母親のものであり、ぼろぼろになった1冊は両親にとって中学生時代の思い出の品であると説明する。
第三話 寺山修司『われに五月を』（作品社）
篠川智恵子は、栞子に門野澄夫からの依頼を課題に出す。澄夫は長兄・勝己の蔵書を勝手にビブリア古書店に持ち込み、出入り禁止となっている。澄夫は、勝己が亡くなる前に寺山修司の『われに五月を』の初版本を譲りたいと言っていたという。問題の本には寺山修司の署名があり、折りたたまれた紙と写真が入っている。写真は5～6歳の頃の絵を描いている澄夫であり、足にギブスが巻かれている。紙には絵が描かれ、消されているが寺山直筆の文字がかすかに見える。栞子は、故人が本を澄夫に譲ると言った理由を説明し、澄夫は遺贈された本を大事に読んでもらいたいと友人の女子大学院生にわずか1000円で譲る。
エピローグ リチャード・ブローティガン『愛のゆくえ』（新潮文庫）
栞子が結婚のいきさつを訊ねると、智恵子は、いつか姿を消す予感があるがそれでも良ければ結婚しましょうと答えたという。栞子は店に戻り、大輔に「お付き合いしてください、私も大輔くんが大好きです」と口にする。母のように出奔してしまうことを危惧していたと続けると大輔は、「俺も一緒に行けばいいじゃないですか」とあっさり答える。そのとき、表のガラスに何かがぶつけられ、「『晩年』をすり替えたことを知っている」とプリントされた紙が置かれている。

### 6巻
第一章『走れメロス』
大輔は「手紙」の差出人となっているは田中敏雄と会い、投書していないことを確認し、祖父・田中嘉雄の蔵書であった『晩年』の初版を捜す依頼を受ける。その本は、太宰の署名はないが、直筆の書き込みがあり、一部はアンカットではなくなっている貴重なものだという。虚貝堂の二代目杉尾と小谷の話から、47年前に杉尾の父親と田中嘉雄、小谷は大学の文学研究会に属しており、太宰研究者の富沢教授に師事していたこと、教授が最も大切にしていた稀覯本が盗まれたため出入りを禁じられ、会の親交も途絶えたこと、田中嘉雄が『晩年』の珍本を手に入れ富沢教授に見てもらったことが判明する。
第二章『駆込み訴え』
富沢家を訪問すると、娘の紀子は47年前の盗難事件を調べて欲しいと依頼する。盗まれたのは太宰本人から贈られた月曜荘版『駆込み訴え』の限定版で薄い和本であり、紀子の母はメンバーが書庫に入るときは扉を閉め、出るときは持ち物を確認していたという。当時の紀子の写真には鶴代が写っている。鶴代は、久我山書房の久我山尚大の娘で、現在は母親の真理と娘の寛子と3人で暮らしており、篠川家とは付き合いがある。栞子は、富沢家を再訪し、田中嘉雄がある手口で本を盗み出し、久我山尚大に渡し、篠川聖司がそれを取り戻したという仮説を説明する。田中嘉雄は、大輔の祖母・絹子と不倫関係にあり、絹代が妊娠していたことが弱みとなっていた。富沢は、田中嘉雄の持っていた『晩年』には太宰の変わった書き込みがあり、見返しには太宰の直筆で『自殺用』と書いてあったと話す。
第三章『晩年』
久我山尚大は、田中嘉雄の『晩年』を安く買い取ったという。鶴代は父親の暗部を否定せず、よそに女がおり子供までいると話す。田中敏雄が、大輔から『晩年』を奪い、祖父の『晩年』と交換すると口にしたとき、大輔は二人が従妹同士であることを明かす。敏雄は（栞子が突き落とされた）久我山家に続く急な石段の上で交換相手からスタンガンを押し当てられる。見守っていた大輔がスタンガンをもぎとり、栞子も久我山寛子さんと言いながら出てくる。大輔と栞子は久我山家を訪れ、真理から鍵を受け取り、戸棚を開けると『晩年』は一番上にあり、見返しには「自●用」の文字が見える。栞子は、『晩年』を奪おうとしたのは真理だと指摘する。

### 7巻
プロローグ
座卓の上に同じ装丁で赤、青、白の色違いの大判の革張りの本が三冊並べられている。大柄な老人の前には若い娘が正座している。老人は、本を開けずに価値のある一冊を選び出せば、後継者として店と蔵書を譲ると話す。娘は他人の用意した試験で人生を決めるのは嫌ですと言い席を立つ。
第一章「歓び以外の思いは」
事件のあと、久我山尚大の蔵書は無くなっていた。吉原喜市は、栞子に田中敏雄の名前を出し、尚大の『晩年』を800万円で譲るともちかける。栞子は買取に同意する。吉原は篠川智恵子が尚大の娘であり、尚大が後継者にすることに失敗したことを話す。栞子は、智恵子の母親英子の夫である水城禄郎から依頼され、英子が大事にしていた本を入札により買い戻す。その本はシェイクスピアのファースト・フォリオ（戯曲を集め作品集）のファクシミリ（複製本）であった。ファースト・フォリオは、世界中の古書コレクターの垂涎の的となっており、約6億円で落札されたこともある。吉原は「残りはすべて私が持っている」と智恵子に伝えるよう栞子に依頼する。英子の黒革のファクシミリを調べた栞子は、現存が確認されていないフォリオから複製された可能性があると指摘する。尚大は、35年前に高額な稀覯本を海外から買い取り、亡くなる直前に赤、青、白の3冊を売り払ってしまう。智恵子はそれを知り失踪した。
第三章「覚悟がすべて」
吉原は、座卓の上に赤、青、白の革表紙を並べる。ファースト・フォリオを入手した尚大は、3冊のファクシミリを特注で作ったが、智恵子が試験を拒否したため、海外の古道具屋にただ同然に売り払い、復讐のため黒革のファクシミリを英子に預け、智恵子が本物を求めて世界中を走り回るように仕向けた。吉原は、どの本のどのページも接着剤で貼り合わされており、表紙と裏表紙にはＸ線を通さない素材が使用されていると説明し、次の振り市にこの3冊を出品すると話す。智恵子は大輔に栞子の才能を開花させるため入札に参加するよう促し、あなたはこういう時なんの役にも立たないわねと口にする。
入札のため栞子は、ビブリア古書堂の土地、蔵書を担保に4500万円を準備する。栞子は出品された三冊の革装本を両手で持ち、さらに背表紙をゆっくり叩き、そういうことでしたかとつぶやく。入札が始まり、青い本は吉原が自己落札する。白い本は、智恵子の仕掛けにより、栞子が500万円で落札してしまう。栞子は激しく動揺し、大輔は一計を案じて10分間の休憩時間を稼ぐ。大輔は、智恵子さんも資金で苦しんでいる、覚悟がすべてですと励ます。赤い本は、栞子と智恵子の競り合いとなり、智恵子は一気に3000万円まで上げ、その後は小幅の競り合いになり、智恵子がついに4100万円と発声する。栞子が諦めかけると大輔が4200万円と声を出し、1050万円の小切手を渡す。大輔は最終的に5050万円で赤い本を落札する。
智恵子がおめでとうと声をかける。吉原は、なにがなんでも5550万円を払っていただきますと宣言する。吉原は、3冊の本の紙の一部を切り取り、専門家に分析を依頼していたところ、さきほどメールが届き、どれも20世紀の紙だと分かりましたと勝ち誇ったように叫ぶ。吉原は篠川親子から大金を搾り取り、同業者の前で辱めようとしたのだ。栞子の指示で大輔がカッターで赤い本の天地をゆっくり切り開くと中から一回り小さな赤い表紙が現れる。智恵子が手に取ると本物のファースト・フォリオは糊付けされていなかった。吉原は怒り狂い、智恵子は即金の1億5000万円で売ってくれないかと口にする。
エピローグ
大輔が「俺と結婚してください」と言うと、一瞬のためらいもなく栞子は「はい」と答え、「末永くよろしくお願いします」と頭を下げる。栞子は、ファースト・フォリオを母に売ることを決めたと話し、銀行の貸金庫にあるはずの本を取り出し、大輔に説明を始める。

## 登場人物
五浦大輔（ごうら だいすけ）
主人公で、語り手。23歳の男性。
小学生の頃の些細な悪戯が原因で活字を見ると体調が悪くなる「活字恐怖症」であり、読書とは縁遠い人生を送ってきたが、本当は本に対して憧れに近い感情を抱いている。本はほとんど読めないが、漫画ならば多少は長い時間読むことができ、小説でも短編ならば体調が悪くなる前に完読できることもある。
内定していた会社が倒産し、大学卒業後無職の状態が続いていたために、母親につけられたあだなは「ぷー輔」。祖母が遺した『漱石全集』を査定してもらうために「ビブリア古書堂」を訪れ、そこで栞子に祖母の秘密を解いてもらった縁で、アルバイトとして就職する。
学生時代に柔道で鍛えたため、大柄な逞しい体格をしていて市販のスタンガン程度では気絶せず、階段から落ちても立ち上がることができるほど丈夫。だが勝負事はあまり好きではなく朴訥で心優しく、正義感が強い。
篠川栞子（しのかわ しおりこ）
もう1人の主人公で、探偵役。北鎌倉の古本屋「ビブリア古書堂」の女店主。25歳。物語開始（第1巻第1話）の前年に前店主の父親を亡くし、店を継いだ。
黒髪の長髪に透き通るような肌をした美人で母親似。近眼で、普段は眼鏡を着用している。小柄で身体は細いが、巨乳。
本の話以外では他人と目を合わせることもできない、内向的な性格。古書の知識は並大抵のものではない。普段はたどたどしいしゃべり方をするが、本が絡む話になるといわゆる「スイッチが入った」状態になり、別人のようにキビキビとしたしゃべり方にかわり、相手に構わずその知識を語り続ける。
登場時に腰椎、脊椎などに重篤な怪我を負って入院しており、退院してからも杖をついている。
希少な本を入手するためなら手段を選ばない性格だった母親を嫌っているが、自分も母親と似た部分があることを自覚しており、そのことを恐れている節がある。
篠川文香（しのかわ あやか）
栞子の妹。大輔の母校に通う高校生。
古書についての知識はほとんどない。明るく無邪気で誰とでも打ち解けられるが、口が軽い。篠川家の家事をほぼ取り仕切っており、料理が得意。
篠川智恵子（しのかわ ちえこ）
栞子・文香の母。10年前に失踪し、行方不明になっている。自分の持っていた本の知識は栞子に受け継がれているが、推理力や知識の豊富さは長女以上である。洞察力は人間関係にも及び、押しが強く、自分の望みを叶えるためや損得勘定から不道徳や不誠実なことも辞さない。
大学院を家の事情で退学したのち、客として出入りしていたビブリア古書堂の店員となり、前店主と結婚した。店では主に通販を担当し、独自に動いて「儲かっていた」と言われるほどの利益をあげていた。失踪はしているが離婚の手続きはしていない（4巻）。
栞子と瓜二つである。
志田（しだ）
ビブリア古書堂の買い取り常連の男で、せどり屋。ホームレスで、鵠沼の橋の下に住んでいる。
『落穂拾い』にまつわる事件で小菅と親しくなる。その後本に対する感想を言い合う関係となって、彼女から「先生」と慕われるようになった。金属製の爪切りと耳掻きを贈られた。
「志田」は偽名。本名は不明であったが、5巻で判明する。
篠原智恵子は恩人。
笠井菊哉（かさい きくや）/田中敏雄
志田の知り合いで、同じくせどり屋。長身でノーブルな雰囲気の青年。インターネットで廃盤CDやゲームを取り扱う「笠井堂」の店主。志田からは「男爵」と呼ばれる。
1巻で大庭要三と名乗り、栞子の「晩年」を狙って栞子を階段から突き落とした。笠井菊也は「せどり男爵物語」からとられた偽名であり、本名は田中敏雄で、作中で大輔の祖母と不倫関係にあったとされている田中嘉雄の孫である。
1巻の事件で被告として裁判を待つ身であるが、保釈中の6巻で再登場し、主人公のふたりに、栞子の持つ「晩年」とは別の祖父が手放した「晩年」の捜索の依頼をする。大輔に対して既知感を持っており、6巻で大輔が祖父にまつわる縁を明かした際には、大輔に対して血縁者としての情を表している。
小菅奈緒（こすが なお）
文香の同級生で、女子高生。ショートカットで長身の活発な性格。ボーイッシュで男口調で話す。学校では人気がある。
『落穂拾い』にまつわる事件をきっかけに、ビブリア古書堂の常連客となったが、事件に関して自分が取った行動や気持ちを全て言い当てられたことから、栞子に対しては苦手意識があり、主に大輔や文香と交流している。
また、志田のことを先生と呼び、慕っている。
坂口昌志（さかぐち まさし）、坂口しのぶ
逗子に住む夫婦。『論理学入門』をめぐる一件を機に、ビブリア古書堂の常連客となった。
作者は自分と同じ生年月日のキャラクターを登場させる癖があり、本作では坂口しのぶが当たるという。
滝野蓮杖（たきの れんじょう）
港南台にある「滝野ブックス」の息子。古書市場では経営員。
短い髪をきっちりと分け、メタルフレームの眼鏡を着用し、顎に薄く髭を生やしている。栞子とは顔見知りであり、幼い頃からお互いの家を行き来していた間柄。
井上太一郎（いのうえ たいちろう）
辻堂にある古本屋「ヒトリ書房」の店主。主にミステリーを取り扱っており、品揃えが充実している。
真っ白な白髪と針金のように痩せた体躯。かつて智恵子には私生活を種に顧客の紹介を強要されたことがあり、栞子に対しても冷淡な態度を見せる。

## 制作背景
著者の三上は実際に古書店で3年間にわたるアルバイトの経験があった。ファンタジーやホラーで小説家としての実績を重ねたあと、書き下ろしの依頼を受けていつか書きたいと思っていた古書店を舞台とした小説を別の企画と共に提案したところ、この企画の方が採用され、執筆に至った。この企画は20代男性を対象としたものであったが、2013年現在、読者層は女性が8割を占めている。
三上は4巻発売時点で物語はそろそろ後半に入るという構想を語っており、長さとしては「あと2〜3巻か、もう少し伸びるかも」と語っている。あまり長い作品にはできないという展望であるが、その一因は「古書のネタ探しが大変」なためだという。

## 社会的評価
2012年1月、発行部数がシリーズ累計103万部となり、メディアワークス文庫で初のミリオンセラー作品となった。
2012年の文庫部門総合ベストセラー第1位（トーハン調べ）。シリーズ累計発行部数は2012年4月時点で200万部を、第3巻が発売された同年6月時点で300万部を、2014年12月時点で600万部を、2020年6月時点で700万部を突破している。
受賞や書評雑誌によるランキングとしては、第65回日本推理作家協会賞（2012年）短編部門に「足塚不二雄『UTOPIA 最後の世界大戦』（鶴書房）」（第2巻収録）がノミネート、2011年度本の雑誌が選ぶ文庫ベストテン第1位に選ばれた。
2012年には本屋大賞にノミネートされた。文庫本のノミネートは初。また、同じく書籍関係者である図書館員が「来館者に手に取ってもらいたい本」を選ぶ「TRCスタッフが選んだ本2012」（図書館流通センターによる企画）では、第1巻が文庫部門の1位となった。

### 登場書籍への影響
テレビドラマ化以降、作中に登場する夏目漱石の『それから』、宮沢賢治の『春と修羅』などのモチーフとなった書籍も売上を伸ばし、放送直後にネット書店などで売り切れ状態になるという現象も起きている。作品にはマニアックなものも多く、異例な反応として注目を集めた。『ダ・ヴィンチ電子ナビ』編集部は、小山清『落穂拾ひ』などは絶版となっていたが、2013年の3月にちくま文庫から復刊されることが決まったことを、本作で取り上げられたことによる影響とみている。ロバート・F・ヤングの『たんぽぽ娘』が河出書房新社から復刊される際にも、本作の登場書籍であることにふれられている。

## 既刊一覧
『ビブリア古書堂の事件手帖7 〜栞子さんと果てない舞台〜』までが第1シリーズ、『ビブリア古書堂の事件手帖 〜扉子と不思議な客人たち〜』以降が第2シリーズとなっている。2021年7月30日からドワンゴの『ListenGo by dwango.jp (リスンゴ)』で、坂井恭子による朗読のオーディオブックが順次データ配信されている。
角川つばさ文庫版は、小学生高学年向けに振り仮名と挿絵を追加した新装版となる。
| #  | タイトル                                              | 初版発行日（発売日）     | ISBN              | 出版                 |
| -- | ----------------------------------------------------- | ------------------------ | ----------------- | -------------------- |
| 1  | ビブリア古書堂の事件手帖 〜栞子さんと奇妙な客人たち〜 | 2011年3月25日（同日）    | 978-4-04-870469-4 | メディアワークス文庫 |
| 1  | ビブリア古書堂の事件手帖 〜栞子さんと奇妙な客人たち〜 | 2016年8月15日（同日）    | 978-4-04-631636-3 | 角川つばさ文庫       |
| 2  | ビブリア古書堂の事件手帖2 〜栞子さんと謎めく日常〜    | 2011年10月25日（同日）   | 978-4-04-870824-1 | メディアワークス文庫 |
| 2  | ビブリア古書堂の事件手帖2 〜栞子さんと謎めく日常〜    | 2017年5月15日（同日）    | 978-4-04-631698-1 | 角川つばさ文庫       |
| 3  | ビブリア古書堂の事件手帖3 〜栞子さんと消えない絆〜    | 2012年6月23日（同日）    | 978-4-04-886658-3 | メディアワークス文庫 |
| 3  | ビブリア古書堂の事件手帖3 〜栞子さんと消えない絆〜    | 2018年2月15日（同日）    | 978-4-04-631769-8 | 角川つばさ文庫       |
| 4  | ビブリア古書堂の事件手帖4 〜栞子さんと二つの顔〜      | 2013年2月22日（同日）    | 978-4-04-891427-7 | メディアワークス文庫 |
| 5  | ビブリア古書堂の事件手帖5 〜栞子さんと繋がりの時〜    | 2014年1月24日（同日）    | 978-4-04-866226-0 | メディアワークス文庫 |
| 6  | ビブリア古書堂の事件手帖6 〜栞子さんと巡るさだめ〜    | 2014年12月25日（同日）   | 978-4-04-869189-5 | メディアワークス文庫 |
| 7  | ビブリア古書堂の事件手帖7 〜栞子さんと果てない舞台〜  | 2017年2月25日（同日）    | 978-4-04-892640-9 | メディアワークス文庫 |
| 8  | ビブリア古書堂の事件手帖 〜扉子と不思議な客人たち〜   | 2018年9月22日（同日）    | 978-4-04-912044-8 | メディアワークス文庫 |
| 9  | ビブリア古書堂の事件手帖II 〜扉子と空白の時〜         | 2020年7月22日（7月18日） | 978-4-04-913083-6 | メディアワークス文庫 |
| 10 | ビブリア古書堂の事件手帖III 〜扉子と虚ろな夢〜        | 2022年3月25日（同日）    | 978-4-04-913952-5 | メディアワークス文庫 |
| 11 | ビブリア古書堂の事件手帖IV 〜扉子たちと継がれる道〜   | 2024年3月23日            | 9784049152982     | メディアワークス文庫 |

オフィシャルブック
| タイトル                                          | 初版発行日（発売日）  | ISBN              | 出版     |
| ------------------------------------------------- | --------------------- | ----------------- | -------- |
| 栞子さんの本棚 ビブリア古書堂セレクトブック       | 2013年5月25日（同日） | 978-4-04-100827-0 | 角川文庫 |
| ビブリア古書堂セレクトブック ブラック・ジャック編 | 2017年2月25日（同日） | 978-4-04-104900-6 | 角川文庫 |
| 栞子さんの本棚2 ビブリア古書堂セレクトブック      | （2018年10月24日）    | 978-4-04-107531-9 | 角川文庫 |

単行本未収録
| タイトル                                           | 初版発行日 | 初出 | 出版                 |
| -------------------------------------------------- | ---------- | --- | -------------------- |
| 太宰治『待つ』                                     | 2017年2月  | ビブリア古書堂の事件手帖 7巻発売記念スペシャル書き下ろし掌編 フリーペーパー                                    | メディアワークス文庫 |
| 中川李枝子 山脇百合子『ぐりとぐら』 （福音館書店） | 2018年8月  | 映画『ビブリア古書堂の事件手帖』ムビチケ特典冊子『ビブリア古書堂の事件手帖 〜扉子と不思議な客人たち〜 特別版』 | メディアワークス文庫 |

スピンオフ作品

## 漫画版
2012年から3つの漫画版が連載を開始している。

### アルティマエース・ASUKA版（ナカノ作画）
角川書店の隔月刊雑誌漫画雑誌『アルティマエース』Vol.3号（2012年2月18日発売）より連載開始。アルティマエースがVol.7号で休刊となったため、角川書店の月刊少女漫画雑誌『月刊Asuka』の2013年2月号（2012年12月24日発売）より連載を再開し、2014年9月号（2014年7月24日発売）まで連載された。原作の第1巻から忠実にコミック化しており、原作第1巻のコミカライズは第1巻から4巻に渡るなどゆったりとした丁寧なペースでコミカライズしていたが、原作第2巻を最後まで描いたコミックス第6巻にて完結した。作画はナカノ、単行本のレーベルは角川コミックス・エース。
2012年8月現在、第1巻だけで発行部数が10万部を突破している。
| # | 初版発行日（発売日）     | ISBN              |
| - | ------------------------ | ----------------- |
| 1 | 2012年6月26日（6月21日） | 978-4-04-120371-2 |
| 2 | 2013年1月10日（1月8日）  | 978-4-04-120581-5 |
| 3 | 2013年7月26日（7月23日） | 978-4-04-120780-2 |
| 4 | 2014年1月25日（同日）    | 978-4-04-120943-1 |
| 5 | 2014年3月24日（3月26日） | 978-4-04-121053-6 |
| 6 | 2014年9月26日（同日）    | 978-4-04-102113-2 |

### good!アフタヌーン版（交田稜作画）
講談社の漫画雑誌『good!アフタヌーン』2012年23号（2012年7月7日発売）から連載開始。作画は交田稜。
| # | 初版発行日（発売日）   | ISBN              |
| - | ---------------------- | ----------------- |
| 1 | 2012年12月21日（同日） | 978-4-06-387866-0 |
| 2 | 2013年6月7日（同日）   | 978-4-06-387901-8 |
| 3 | 2014年1月23日（同日）  | 978-4-06-387943-8 |

### ヤングエースUP版（庭春樹）
『ヤングエースUP』（KADOKAWA）にて、『ビブリア古書堂の事件手帖 〜扉子と虚ろな夢〜』のコミカライズが2024年2月23日から連載開始。漫画は庭春樹が担当。
| # | 初版発売日    | ISBN              |
| - | ------------- | ----------------- |
| 1 | 2024年8月2日  | 978-4-04-114514-2 |
| 1 | 2025年1月10日 | 978-4-04-115797-8 |

## テレビドラマ
2013年1月14日から3月25日まで、フジテレビ系列の月9枠にて連続テレビドラマ化された。栞子を演じた主演女優は剛力彩芽で、当時の彼女のボーイッシュなイメージとは不一致なキャスティングは、インターネット上などで賛否両論を生んだ。ドラマの時系列は原作と違いエピソードの順番がシャッフルされたり、栞子の怪我の事情が変わった部分がある。また、オリジナル要素としてメインキャラクターたち行きつけの甘味処とその店員たちが登場した。

## 映画
2017年2月、実写及びアニメ映画化されることが発表された。実写映画は2018年11月に劇場公開されたが、アニメ映画は2024年現在も続報がないままである。

### 実写映画
黒木華と野村周平のダブル主演で2018年に公開された。
企画は2014年の秋ごろからされており、撮影は2017年10月初旬から11月上旬にかけて行われた。

#### キャスト（実写映画）
- 篠川栞子 - 黒木華[54]
- 五浦大輔 - 野村周平[54]
- 稲垣 - 成田凌
- 五浦絹子 - 夏帆[55]
- 田中嘉雄 - 東出昌大[55]

#### スタッフ（実写映画）
- 原作 - 三上延「ビブリア古書堂の事件手帖」（メディアワークス文庫 / KADOKAWA刊）
- 監督 - 三島有紀子[54]
- 脚本 - 渡部亮平、松井香奈
- 音楽 - 安川午朗
- 主題歌 - サザンオールスターズ「北鎌倉の思い出」（タイシタレーベル / ビクターエンタテインメント）[56]
- 企画プロデュース - 小川真司[54]
- プロデューサー - 服部美穂、千綿英久
- 撮影 - 阿部一孝
- 照明 - 木村匡博
- 録音 - 浦田和治
- 美術 - 黒瀧きみえ
- 装飾 - 石渡由美
- 衣装 - 宮本まさ江
- ヘアメイクデザイン - 倉田明美
- 編集 - 加藤ひとみ
- スクリプター - 吉田久美子
- 助監督 - 佐伯竜一
- 制作担当 - 小野山哲史
- 配給 - 20世紀フォックス映画、KADOKAWA
- 制作プロダクション - 角川大映スタジオ
- 制作協力 - カズモ
- 製作 - 「ビブリア古書堂の事件手帖」製作委員会

#### 受賞歴
- 第42回日本アカデミー賞[57]
  - 新人俳優賞 - 成田凌

## スピンオフ作品
峰守ひろかずの著、おかだアンミツのイラストにてKADOKAWAの電撃文庫からスピンオフ作品が刊行された。葵季むつみの作画で同社の漫画雑誌『月刊コミックアライブ』にてコミカライズもされた。
小説（スピンオフ作品）
| # | タイトル                                                                        | 初版発行日（発売日）   | ISBN              |
| - | ------------------------------------------------------------------------------- | ---------------------- | ----------------- |
| 1 | ビブリア古書堂の事件手帖スピンオフ こぐちさんと僕のビブリアファイト部活動日誌   | 2017年3月10日（同日）  | 978-4-04-892755-0 |
| 2 | ビブリア古書堂の事件手帖スピンオフ こぐちさんと僕のビブリアファイト部活動日誌 2 | 2018年10月10日（同日） | 978-4-04-912018-9 |

漫画（スピンオフ作品）
| # | タイトル                                                                        | 初版発行日（発売日）   | ISBN              |
| - | ------------------------------------------------------------------------------- | ---------------------- | ----------------- |
| 1 | ビブリア古書堂の事件手帖スピンオフ こぐちさんと僕のビブリアファイト部活動日誌 1 | 2018年10月22日（同日） | 978-4-04-065177-4 |
| 2 | ビブリア古書堂の事件手帖スピンオフ こぐちさんと僕のビブリアファイト部活動日誌 2 | 2019年6月22日（同日）  | 978-4-04-065410-2 |